# Гра престолів (сезон 1)
Перший сезон фентезійого драматичного серіалу «Гра престолів», прем'єра якого відбулася на каналі HBO 17 квітня 2011 року, а остання серія вийшла 19 червня 2011 року, складається з 10 епізодів і оснований на однойменному романі, першій частині серії «Пісня льоду й полум'я» Джорджа Мартіна. Дія відбувається у вигаданому світі, переважно на континенті Вестерос, а також на континенті Ессос.

## Сюжет
Еддарда (Неда) Старка (Шон Бін) просять стати Правицею (головним радником) розпусного короля Роберта Баратеона (Марк Едді). Нед і його дружина Кетлін (Мішель Фейрлі) отримують листа від Лізи Аррен (Кейт Дікі), сестри Кетлін і вдови попереднього Правиці, Джона Аррена (Джон Стендінг). Лист дає підставу вважати, що причиною смерті Джона Аррена був дім Ланністерів, до якого належить дружина короля Серсея. Нед повинен їхати на південь, щоб допомогти королю з'ясувати, хто вбив Джона Аррена, і захистити свою сім'ю від Ланністерів. З'ясовується, що Аррен загинув, намагаючись викрити темні таємниці Ланністерів.
За Вузьким морем, на континенті Ессос, зарозумілий Візеріс Таргарієн (Гаррі Ллойд), син поваленого короля, вважає, що має законне право на престол. Він видає свою молодшу сестру, Данерис Таргарієн (Емілія Кларк), яку піддавав психологічному і фізичному насильству впродовж багатьох років, заміж за вождя войовничого племені дотракійців, кхала Дрого (Джейсон Момоа), в обмін на армію, щоб повернутися до Вестероса і зайняти Залізний трон. Однак зростаюче кохання Данерис до Дрого порушує плани Візеріса.
Позашлюбний син Неда, Джон Сноу, вступає до Нічної Варти, давнього братства, яке поклялося наглядати за Стіною, що відокремлює Сім Королівств від невідомої землі за її межами. Але стародавня сила, яку довгий час вважали мертвою, загрожує світу.

## Епізоди
Усього перший сезон складається з 10 серій. Екранізація книги Мартіна Гра престолів.
| № | Назва                                                                   | Режисер                    | Сценарій                               | Дата виходу |
| --- | ----------------------------------------------------------------------- | -------------------------- | -------------------------------------- | ----------- |
| 1 | Зима близько (Winter is Coming)                                         | Тім Ван Паттен             | Девід Беніофф та Ден Вайс              | 17.04.2011  |
| Тривалість — 62 хвилини Повертаючись зі страти дезертира з Нічної варти, який втік, за його словами, від Білих блукачів, Нед Старк дізнається від дружини, що його наставник Джон Аррен мертвий, і король Роберт Баратеон їде в Вінтерфелл запропонувати йому посаду Десниці. Тим часом за Вузьким морем спадкоємець поваленого короля Вісерис Таргарієн готує весілля своєї сестри, віддаючи її заміж за Дрого — вождя войовничих дотракійців. Король приїжджає в Вінтерфелл разом зі своєю дружиною і спадкоємцем. |                                                                         |                            |                                        |             |
| 2 | Королівський тракт (The Kingsroad)                                      | Тім Ван Паттен             | Девід Беніофф та Ден Вайс              | 24.04.2011  |
| Тривалість — 56 хвилин Еддард Старк приймає пропозицію короля стати Десницею і разом з дочками вирушає в Королівську гавань. Джон Сноу і Тіріон Ланістер (менший брат королеви — карлик) їдуть на Стіну: перший для вступу до лав Нічного Дозору, другий як мандрівник, щоб нарешті побачити Стіну. За морем Дейнеріс Таргарієн навчається мистецтву любові. А її брат Вісерис планує своє повернення в Вестерос. У Вінтерфеллі озброєний кинджалом вбивця намагається заколоти Брана, який знаходиться в комі, але найманця вбиває лютововк. На Королівському тракті лютововчиця Арії, Німерія кусає принца Джофрі, і королева Серсея наказує вбити тварину — іншу, лютововчицю Санси, Леді. Еддард Старк вирішує зробити це сам. У Вінтерфеллі прокидається Бран Старк. |                                                                         |                            |                                        |             |
| 3 | Лорд Сноу (Lord Snow)                                                   | Брайан Кірк                | Девід Беніофф та Ден Вайс              | 1.05.2011   |
| Тривалість — 58 хвилин Еддард Старк з почтом прибуває в Королівську гавань і на засіданні Малої ради дізнається про величезні борги короля. У Чорному замку Джон Сноу вступає в конфлікт з іншими рекрутами Дозору; його виручає Тіріон. Лорд-командувач Мормонт повідомляє Тіріону про тяжке становище Дозору, щоб він передав все королю. Кетлін, вважаючи отруєння попереднього Десниці Джона Арена та замах на життя Брана, справою рук Ланістерів, і таємно вирушає в Королівську гавань до чоловіка, де зустрічає свого друга юності - королівського скарбника Петира Бейлиша («Мізинця»). Джеймі і Серсея обмірковують наслідки падіння Брана. Еддард наймає для Арії, вчителя фехтування і вона заповзятливо вивчає це мистецтво. За морем Дейнеріс вперше наважується виказати непокору братові Вісерису і вони вперше сваряться. |                                                                         |                            |                                        |             |
| 4 | Каліки, бастарди і зламані речі (Cripples, Bastards, and Broken Things) | Брайан Кірк                | Девід Беніофф та Ден Вайс              | 8.05.2011   |
| Тривалість — 57 хвилин Еддард вивчає книгу, яку до нього читав Джон Аррен, дізнається про бастардів короля і відшукує їх. Король і його придворні присутні на турнірі на честь Десниці. У Дозорі з'являється новий рекрут, товстий і слабкодухий Сем Тарлі, і Джон Сноу бере його під свій захист. За морем Вісерис розмовляє зі служницею про драконів і владу; Дейнеріс дізнається, що вагітна. Еддард намагається зв'язатися з сіром Хью — колишнім зброєносцем Джона Аррена; але на турнірі сір Х'ю гине — його противник, Григор Кліган, «випадково» потрапляє йому списом у горло. У трактирі на Королівському тракті Кетлін стикається з Тіріоном Ланістером і за допомогою васалів свого батька заарештовує його, звинувативши у замаху на Брана. |                                                                         |                            |                                        |             |
| 5 | Вовк та Лев (The Wolf and the Lion)                                     | Брайан Кірк                | Девід Беніофф та Ден Вайс              | 15.05.2011  |
| Тривалість — 54 хвилини Король Роберт поривається сам виступити на турнірі, але Еддард Старк відмовляє його. Григор Кліган у фінальному бою ледь не вбиває і другого противника, сіра Лораса Тирела, але його брат Сандор Кліган вступає з ним в поєдинок, захищаючи тим беззбройного сіра Лораса і король припиняє цей поєдинок. На гірській дорозі в Долину Аррен на Кетлін, Тіріона і їх супутників нападають горці-розбійники; пізніше вони прибувають в замок Орлине Гніздо, де Тіріона садять в камеру. У столиці Еддард відкрито виступає проти планів короля вбити Дейнеріс Таргарієн і залишає пост Десниці. Арія підслуховує розмову про змову проти батька. Еддард стикається з Джеймі та його гвардійцями; при цьому охоронців Еддарда вбивають, а його самого ранять списом у ногу. |                                                                         |                            |                                        |             |
| 6 | Золота корона (A Golden Crown)                                          | Деніел Мінахан Брайан Кірк | Девід Беніофф та Ден Вайс              | 22.05.2011  |
| Тривалість — 53 хвилини Роберт поновлює Еддарда на посаді Десниці і їде на полювання. У лісі біля Вінтерфелла на Брана нападають здичавілі. Роб Старк і Теон Грейджой вбивають їх; одна з нападників, здичавіла Оша, здається у полон. За морем Вісерис намагається втекти із яйцями дракона, але Джорах Мормонт не дозволяє йому це зробити. В Орлиному Гнізді Тіріон вимагає суду поєдинком; найманець Брон виграє для нього цей поєдинок, убивши свого противника. У столиці Еддард, Десниця короля, вислуховує скарги поселян на безчинства, які творили Григоро Кліган і його людьми, і посилає загін покарати Клігана, а його сюзерену Тайвіну Ланістеру — наказ з'явитися до столиці. За морем Вісерис загрожує своїй сестрі Дейнеріс, вимагаючи обіцяних йому армій і корони. Дрого вбиває Вісериса, обливши йому голову розплавленим золотом. |                                                                         |                            |                                        |             |
| 7 | Ти перемагаєш або помираєш (You Win or You Die)                         | Деніел Мінахан Брайан Кірк | Девід Беніофф та Ден Вайс              | 29.05.2011  |
| Тривалість — 59 хвилин У військовому таборі Ланістерів лорд Тайвін пояснює своєму синові Джеймі, що для них розпочата війна — справа честі. Еддард повідомляє королеві Серсеї, що знає про її зраду, і пропонує їй втечу із столиці. Король Роберт смертельно поранений на полюванні і диктує Еддарду свій заповіт. За морем Джорах Мормонт рятує Дейнеріс від замаху; Дрого присягається вирушити в похід на Сім Королівств. На Стіні Джон Сноу приносить присягу Братства Нічного Дозору. Еддард відмовляється як здійснювати переворот на користь Ренлі, брата Роберта, так і підкоритися Ланістерам, і в тронному залі наказує заарештувати Серсею і її сина Джофрі, який незаконно зайняв трон. Мізинець і підкуплені стражники виступають на стороні королеви: убивають гвардійців Десниці і заарештовують Еддарда. |                                                                         |                            |                                        |             |
| 8 | Гострий кінець (The Pointy End)                                         | Деніел Мінахан Брайан Кірк | Девід Беніофф, Ден Вайс, Джордж Мартін | 5.06.2011   |
| Тривалість — 58 хвилин Люди королеви влаштовують різанину в башті Десниці. Сіріо Форель дає Арії можливість втекти. Серсея та її радники примушують Сансу написати своєму братові Робу лист з вимогою здатися і присягнути новому королю. Роб Старк скликає своїх прапороносців для війни з Ланістерами. У Місячних Горах Тіріон стикається з горцями-розбійниками і залучає їх на свою сторону. Кетлін, не домігшись допомоги від сестри, їде до сина. За морем дотракійці грабують місто лхазарян, кхал Дрого поранений. На Стіну привозять трупи двох супутників Бенджеміна Старка; вночі упирі оживають і намагаються вбити лорда Мормонта, але Джон Сноу захищає лорда-командувача. У тронному залі Червоного Замку мейстер Піцель зачитує перші укази нового короля; Санса просить у Джофрі милосердя по відношенню до її батька. |                                                                         |                            |                                        |             |
| 9 | Бейлор (Baelor)                                                         | Алан Тейлор                | Девід Беніофф та Ден Вайс              | 12.06.2011  |
| Тривалість — 56 хвилин Вейрис вмовляє ув'язненого Еддарда поступитися королеві і запобігти війні. Армія сіверян зупиняється біля переправи через річку Тризуб. Кетлін Старк наполягає бути парламентером на переговорах зі старим лордом Фреєм. Лорд-командувач Джіор Мормонт дарує Джону Сноу старовинний меч «Довгий Кіготь». Джон дізнається, що його брат Роб вирушив на південь з армією; мейстер Ейємон відмовляє Джона від необдуманих вчинків. За морем кхалу Дрого стає все гірше, його рана запалюється. Чаклунка Мейєга Мірра Маз Дуур обіцяє Дейнеріс врятувати кхала, вдавшись до чорної магії. Напередодні битви Тіріон проводить ніч з повією Шаєю. На початку битви Тіріона олушають молотом, і він приходить до тями тільки до її кінця. В іншому місці Роб і його кіннота повертаються з перемогою і взятим у полон Джеймі Ланістером. У столиці Арія, яка втекла із замку, стає свідком публічного зізнання свого батька Еддарда в його «злочинах». Король Джофрі наказує відрубати колишньому Десниці голову. |                                                                         |                            |                                        |             |
| 10 | Полум'я та кров (Fire and Blood)                                        | Алан Тейлор                | Девід Беніофф та Ден Вайс              | 19.06.2011  |
| Тривалість — 52 хвилини Звістка про страту Еддарда Старка приходить в Вінтерфелл, на Стіну та у військову ставку Роба Старка. Лорди Півночі і Річкових Земель проголошують Роба Королем Півночі. Тайвін Ланістер дізнається про полонення свого сина Джеймі, готується відступати і посилає Тіріона до столиці - взяти владу в свої руки. Джон Сноу, дізнавшись про страту батька, хоче втекти з Варти, але друзі перехоплюють його і змушують повернутися. Лорд-командувач Джіор Мормонт оголошує, що Дозор виступає в похід за Стіну. Вербувальник Нічного Дозору Йорен вивозить Арію Старк з міста. За морем Дейнеріс Таргарієн, прокинувшись, дізнається, що її дитина народилася мертвою, Дрого, якому чорна магія повернула життя, впав у вегетативний стан, а його кхаласар розпався. Дейнеріс душить чоловіка подушкою і сходить на його похоронне багаття. Дейнеріс виходить з багаття цілою і неушкодженою з трьома маленькими драконами на руках.                                                                      |                                                                         |                            |                                        |             |

## В ролях

### Основний склад
| - Шон Бін — Еддард «Нед» Старк (9 епізодів) - Марк Едді — Роберт Баратеон (7 епізодів) - Ніколай Костер-Валдау — Джеймі Ланністер (8 епізодів) - Мішель Фейрлі — Кетлін Старк (9 епізодів) - Ліна Гіді — Серсі Ланністер (10 епізодів) - Емілія Кларк — Дейнеріс Таргарієн (9 епізодів) - Ієн Глен — Джора Мормонт (9 епізодів) - Ейдан Гіллен — Пітир «Мізинець» Бейліш (8 епізодів) - Гаррі Ллойд — Візеріс Таргарієн (5 епізодів) | - Кіт Герінгтон — Джон Сноу (8 епізодів) - Софі Тернер — Санса Старк (9 епізодів) - Мейсі Вільямс — Арія Старк (9 епізодів) - Річард Медден — Робб Старк (8 епізодів) - Алфі Аллен — Теон Грейджой (9 епізодів) - Айзек Гемпстед Райт — Бран Старк (8 епізодів) - Джек Глісон — Джоффрі Баратеон (10 епізодів) - Рорі Макканн — Сандор «Пес» Кліган (8 епізодів) - Пітер Дінклейдж — Тиріон Ланністер (9 епізодів) |

Також в ролях
- Джейсон Момоа — Хал Дрого (9 епізодів)

### Запрошені актори
| На і за Стіною - Джеймс Космо — Джиор Мормонт (5 епізодів) - Пітер Вон — Мейстер Еймон (3 епізоди) - Брайан Форчун — Отелл Ярвік (2 епізоди) - Джозеф Моул — Бенджен Старк (3 епізоди) - Оуен Тіл — Аллісер Торн (4 - Френсіс Меджи — Йорен (5 епізодів) - Джон Бредлі — Семвелл Тарлі (5 епізодів) - Джозеф Алтін — Піпар (6 епізодів) - Марк Стенлі — Гренн (6 епізодів) - Люк Мак'юен — Раст (6 епізодів) - Роб Остлір — Веймар Ройс (1 епізод) - Бронсон Вебб — Вілл (1 епізод) - Дермот Кіні — Гаред (1 епізод) - Іен Вайт — Білий Ходок (1 епізод) У Королівській Гавані - Каллум Воррі — Томмен Баратеон (4 епізоди) - Ґетін Ентоні — Ренлі Баратеон (5 епізодів) - Еймі Річардсон — Мірцелла Баратеон (4 епізоди) - Джуліан Гловер — Великий мейстер Піцель (8 епізодів) - Конлет Гілл — Варіс (7 епізодів) - Ієн Мак-Елгінні — Баррістан Селмі (6 епізодів) - Ієн Бітті — Мерін Трант (2 епізоди) - Девід Майкл Скотт — Берік Дондарріон (1 епізод) - Фінн Джонс — Лорас Тірелл (2 епізоди) - Юджин Саймон — Лансель Ланністер (4 епізоди) - Вілко Джонсон — Ілін Пейн (3 епізоди) - Конан Стивенс — Грігор Кліган (2 епізоди) - Домінік Картер — Янос Слінт (3 епізоди) - Джефферсон Голл — Г'ю з Долини (2 епізоди) - Роберт Стерн — королівський стюард (4 епізоди) - Мілтос Єролему — Сіріо Форель (3 епізоди) - Ендрю Вайлд — Тобхо Мотт (2 епізоди) - Джо Демпсі — Джендрі (2 епізоди) - Ерос Влахос — Ломмі Зелені руки (1 епізод) - Бен Гоукі — Пиріжок (1 епізод) - Антонія Крістоферс — Мейган (1 епізод) - Сахара Найт — Армека (1 епізод) | На Півночі - Арт Паркінсон — Рікон Старк (3 епізоди) - Клайв Ментл — Великий Джон Амбер (3 епізоди) - Стівен Блаунт — Рікард Карстарк - Дональд Самптер — Мейстер Лювін (7 епізодів) - Рон Донахі — Родрік Кассель (9 епізодів) - Джеймі Сівес — Джорі Кассель (5 епізодів) - Сьюзен Браун — Септа Мордейн (6 епізодів) - Маргарет Джон — Стара Нен (2 епізоди) - Крістіан Нерн — Ходор (5 епізодів) - Есме Б'янко — Рос (5 епізодів) - Наталія Тена — Оша (4 епізоди) У Річкових Землях - Чарлз Денс — Тайвін Ланністер (4 епізоди) - Девід Бредлі — Волдер Фрей (1 епізод) - Іен Гелдер — Ківан Ланністер (3 епізоди) - Райан Маккенна — Віллис Вод (1 епізод) - Джером Флінн — Бронн (5 епізодів) - Кевін Кінан — Курлекет (2 епізоди) - Емун Елліотт — Марілліон (4 епізоди) - Сібель Кекіллі — Шая (2 епізоди) - Родрі Госкінг — Міка (1 епізод) У Долині - Ліно Фасіоль — Робін Аррен (3 епізоди) - Кейт Дікі — Ліза Аррен (3 епізоди) - Брендан Маккормак — Вардіс Еген (2 епізоди) - Кіаран Бірмінгем — Морд (2 епізоди) - Марк Льюїс Джонс — Шагга (2 епізоди) За Вузьким морем - Роджер Аллам — Ілліріо Мопатіс (2 епізоди) - Дар Салім — Квото (6 епізодів) - Еліес Габель — Ракхаро (7 епізодів) - Амріта Ачар'я — Іррі (9 епізодів) - Роксанна Маккі — Дореа (6 епізодів) - Мія Сотеріу — Міррі Маз Дуур (3 епізоди) |

## Виробництво
Девід Беніофф та Ді Бі Вайсс були головними сценаристами і шоуранерами першого сезону. Вони разом написали сценарії до восьми епізодів, включаючи один епізод, написаний спільно з Джейн Еспенсон. Сценарії до решти двох епізодів написали Браян Когман і автор «Пісні Льоду і Вогню» Джордж Р. Р. Мартін.
Томас Маккарті відзняв оригінальний пілотний епізод, пізніше перевідзнятий Тімом Ван Паттеном, який поставив також другий епізод. Втім, Маккарті був відзначений як продюсер-консультант першого епізоду. Браян Кірк і Деніел Мінаган зняли по три епізоди кожен, а Алан Тейлор — два фінальних епізоди.
До «Гри престолів» Беніофф та Вайсс працювали суто над художніми фільмами й не мали досвіду роботи над телевізійними шоу. Тому тривалість кількох епізодів першого сезону була приблизно на 10 хвилин коротшою, ніж було необхідно HBO, і сценаристам довелося за два тижні написати додаткові 100 сторінок сценарію. Через нестачу бюджету нові сцени було написано так, щоб не треба було додаткових витрат, наприклад, розмова двох персонажів у кімнаті. Беніофф та Вайсс відзначили, що в підсумку виникло кілька їхніх улюблених сцен з першого сезону, включаючи діалог короля Роберта і Серсеї про їхній шлюб.

### Кастинг
5 травня 2009 року оголошено, що Пітер Дінклейдж підписав контракт на участь у зніманні пілотного епізоду в ролі Тиріона Ланністера. 19 липня 2009 року оголошено імена ще кількох затверджених акторів, включаючи Шона Біна (Еддард Старк), тим самим підтвердивши чутки, які з'явилися за кілька днів до цього. Також контракти на ролі в пілоті підписали Кіт Герінгтон (Джон Сноу), Джек Глісон (Джоффрі Баратеон), Гаррі Ллойд (Візеріс Таргарієн) і Марк Едді (Роберт Баратеон).
На початку серпня 2009 року оголошено, що роль Кетлін Старк зіграє Дженніфер Елі. 20 серпня акторський склад поповнили Ніколай Костер-Валдау (Джеймі Ланністер), Тамзін Мерчант (Данерис Таргарієн), Річард Медден (Робб Старк), Ієн Глен (Джорах Мормонт), Алфі Аллен (Теон Грейджой), Софі Тернер (Санса Старк) і Мейсі Вільямс (Арья Старк). 1 вересня стало відомо, що Ліна Гіді зіграє Серсі Ланністер. 23 вересня Мартін підтвердив, що Рорі Макканн отримав роль Сандора Клігана. 14 жовтня підтвердили кандидатуру Айзека Гемпстеда-Райта на роль Брана Старка, а за три дні — Джейсона Момоа на роль Кхала Дрого.
Після того, як зняли пілотний епізод, було оголошено, що на роль Кетлін було проведено рекастінг, і Ель замінить Мішель Фейрлі. Пізніше було також підтверджено, що Емілія Кларк замінить Тамзін Мерчант в ролі Данерис. Іншу частину акторського складу набрали протягом півроку: Чарлз Денс (Тайвін Ланністер), Ейдан Гіллен (Петир Бейліш), Конлет Гілл (Варіс).

### Знімання
Більшість сцен знято в Північній Ірландії та прикордонних графствах Республіки Ірландія. Початок основних знімань було заплановано на 26 липня 2010 року, головний студійний майданчик розташовувався в Пейнт-Голі в Белфасті. У пілотному епізоді роль Вінтерфелла зіграв замок Дун в центральній Шотландії; також були залучені село Кернкасл поблизу Ларна, замок Шейна поблизу Рандалстауна та лісовий парк Толлімор. На зніманні 2010 року Дун замінили замком Ворд у графстві Даун, кар'єр Магерморн. Знімання серіалу дало сотні робочих місць жителям Північної Ірландії та зробило її «привабливою для виробництва фільмів і телесеріалів».
Сцени в Королівській Гавані знято на Мальті, зокрема в місті Мдіна і на острові Гоцо. Знімання на Мальті закінчилося конфліктом, коли субпідрядник завдав шкоди екосистемі, що охороняється.

### Музика
Саундтрек до «Гри престолів» мав писати Стівен Ворбек. 2 лютого 2011 року, за десять тижнів до прем'єри, з'явилося повідомлення, що Ворбек покинув проєкт і саундтрек доручено Рамінові Джаваді. Він вийшов у червні 2011 року. Кандидатуру Джаваді запропонував музичний супервайзер серіалу Ев'єн Клін, і хоча Джаваді коливався, оскільки мав інші зобов'язання, Бенніоф та Вайсс змогли його переконати.
Щоб досягти музичної своєрідності, продюсери, за словами Джаваді, попросили його не застосовувати елементи, успішно використані в інших великих фентезійних проєктах (флейти, вокалізи). Основною проблемою композитор вважав те, що серіал спирався на діалоги і великий акторський склад: в деяких випадках доводилося відмовлятися від вже написаної музики, щоб вона не заважала діалогам.
Джаваді казав, що головна тема виникла під враженням від ранньої версії заставки.

## Відгуки критиків
Різні засоби масової інформації охарактеризували ступінь очікування серіалу як дуже високу, фанати книжкової серії уважно стежили за етапами виробництва шоу. До квітня 2011 року багато розважальних ЗМІ помістили серіал на верхні рядки своїх списків очікуваних телевізійних подій року.
Більшість відгуків про перший сезон були дуже позитивні, критики відзначали високу якість постановки, добре продуманий світ, переконливі образи й особливо майстерність дітей-акторів. Багатьох похвал удостоївся Пітер Дінклейдж за роль Тиріона Ланністера.
На Metacritic перший сезон отримав 80 балів зі 100 на підставі 28 «в цілому сприятливих» критичних відгуків.

### Нагороди
Перший сезон «Гри престолів» був номінований на 13 премій «Еммі», зокрема за найкращий драматичний серіал, найкращу режисуру драматичного серіалу (Тім Ван Паттен, «Зима близько») і найкращий сценарій драматичного серіалу (Девід Беніофф та Д. Б. Вайсс, «Бейєлор»). Серіал взяв нагороди за найкращу чоловічу роль другого плану (Пітер Дінклейдж) і найкращі початкові титри. Дінклейдж також отримав премію «Золотий глобус», «Scream» і «Супутник».
| Рік  | Премія                                                 | Категорія                                                                        | Номінант(и) | Результат |
| ---- | ------------------------------------------------------ | -------------------------------------------------------------------------------- | --- | --------- |
| 2011 | Премія AFI                                             | Премія AFI TV                                                                    | «Гра престолів» | Перемога  |
| 2011 | Премія Artios                                          | Найкращі досягнення в кастингу — драматичний телевізійний пілот                  | Ніна Голд | Номінація |
| 2011 | Премія Artios                                          | Найкращі досягнення в кастингу — драматичний телесеріал                          | Ніна Голд | Номінація |
| 2011 | Премія Portal                                          | Найкращий актор                                                                  | Шон Бін | Перемога  |
| 2011 | Премія Portal                                          | Найкраща акторка                                                                 | Лена Гіді | Номінація |
| 2011 | Премія Portal                                          | Найкращий актор другого плану                                                    | Пітер Дінклейдж | Номінація |
| 2011 | Премія Portal                                          | Найкращий епізод                                                                 | «Зима близько» | Перемога  |
| 2011 | Премія Portal                                          | Найкращий серіал                                                                 | «Гра престолів» | Перемога  |
| 2011 | Премія Portal                                          | Найкращий молодий актор                                                          | Айзек Гемпстед-Райт | Номінація |
| 2011 | Премія Portal                                          | Найкращий молодий актор                                                          | Мейсі Вільямс | Номінація |
| 2011 | Премія EWwy                                            | Найкраща акторка другого плану, драма                                            | Емілія Кларк | Перемога  |
| 2011 | Премія EWwy                                            | Найкращий актор, драма                                                           | Шон Бін | Номінація |
| 2011 | 63-тя церемонія премії «Еммі»                          | найкращу режисуру драматичного серіалу                                           | Тім Ван Паттен за «Зима близько» | Номінація |
| 2011 | 63-тя церемонія премії «Еммі»                          | найкращий драматичний серіал                                                     | Вінс Джерардіс, Френк Дольгер, Ральф Вічіанца, Марк Хаффам, Девід Беніофф, Керолін Штраусс, Джордж Р. Р. Мартін, Гаймон Кесіді та Ді Бі Вайсс | Номінація |
| 2011 | 63-тя церемонія премії «Еммі»                          | найкращу чоловічу роль другого плану                                             | Пітер Дінклейдж | Перемога  |
| 2011 | 63-тя церемонія премії «Еммі»                          | найкращий сценарій драматичного серіалу                                          | Девид Беніофф та Ді Бі Вайсс за «Беєлор» | Номінація |
| 2011 | 63-тя церемонія творчої премії «Еммі»                  | Найкращий кастинг у драматичному серіалі                                         | Ніна Голд і Роберт Штерн | Номінація |
| 2011 | 63-тя церемонія творчої премії «Еммі»                  | Найкращі костюми в серіалі                                                       | Мішель Клептон і Рейчел Вебб-Крозьє за «Гострий кінець» | Номінація |
| 2011 | 63-тя церемонія творчої премії «Еммі»                  | Найкращі зачіски в серіалі                                                       | Кевін Александр і Кендіс Бенкс за «Золоту корону» | Номінація |
| 2011 | 63-тя церемонія творчої премії «Еммі»                  | Найкращі початкові титри                                                         | Енгус Волл, Хамід Шокат, Кірк Шинтані та Роберт Фенг | Перемога  |
| 2011 | 63-тя церемонія творчої премії «Еммі»                  | Найкращий грим у серіалі (нескладний)                                            | Пол Енгелен і Мелісса Лекерстін за «Зима близько» | Номінація |
| 2011 | 63-тя церемонія творчої премії «Еммі»                  | Найкращий складний грим у серіалі, міні-серіалі, фільмі або спеціальній програмі | Пол Енгелен і Конор О'Салліван за «Золоту корону» | Номінація |
| 2011 | 63-тя церемонія творчої премії «Еммі»                  | Найкращий звуковий монтаж у серіалі                                              | Робін Квінн, Стів Фенаган, Еоган Макдоннелл, Джон Стівенсон, Тім Гендс, Стефан Генрікс, Кіме Дойл, Мішель Маккормак і Енді Кеннеді за «Золоту корону» | Номінація |
| 2011 | 63-тя церемонія творчої премії «Еммі»                  | Найкращі візуальні ефекти                                                        | Рафаель Моран, Адам МакІннес, Грем Гіллз, Люсі Ейнсуорт-Тейлор, Стюарт Брісдон, Демієн Масе, Генрі Беджетт і Анджела Барсон за «Полум'я і кров» | Номінація |
| 2011 | 63-тя церемонія творчої премії «Еммі»                  | Найкраща робота каскадерів                                                       | Пол Дженнінгс за «Вовк і Лев» | Номінація |
| 2011 | Women’s Image Network Awards                           | Акторка в драматичному серіалі                                                   | Ліна Гіді | Номінація |
| 2011 | International Film Music Critics Association           | Найкраща музика до телесеріалу                                                   | Рамін Джаваді | Номінація |
| 2011 | 1st Critics' Choice Television Awards                  | Найкращий драматичний серіал                                                     | «Гра престолів» | Номінація |
| 2011 | 69-та церемонія «Золотого глобуса»                     | Чоловіча роль другого плану — міні-серіал, телесеріал або телефільм              | Пітер Дінклейдж | Перемога  |
| 2011 | 69-та церемонія «Золотого глобуса»                     | Найкращий серіал — драма                                                         | «Гра престолів» | Номінація |
| 2011 | Премія Пібоді                                          |                                                                                  | «Гра престолів» | Перемога  |
| 2011 | 16-та церемонія премії «Супутник»                      | Найкращий актор другого плану — серіал, міні-серіал або телефільм                | Пітер Дінклейдж | Перемога  |
| 2011 | 16-та церемонія премії «Супутник»                      | Найкращий телесеріал                                                             | «Гра престолів» | Номінація |
| 2011 | Scream Awards                                          | Найкращий творчий ансамбль                                                       | «Гра престолів» | Номінація |
| 2011 | Scream Awards                                          | Найкращий актор у фентезі                                                        | Шон Бін | Номінація |
| 2011 | Scream Awards                                          | Найкраща акторка у фентезі                                                       | Ліна Гіді | Номінація |
| 2011 | Scream Awards                                          | Найкращий актор другого плану                                                    | Пітер Дінклейдж | Перемога  |
| 2011 | Scream Awards                                          | Найкраще телешоу                                                                 | «Гра престолів» | Перемога  |
| 2011 | Scream Awards                                          | Прорив                                                                           | Емілія Кларк | Перемога  |
| 2011 | Scream Awards                                          | Найкраще каліцтво                                                                | «Голова, покрита розплавленим золотом» із «Золотої корони» | Номінація |
| 2011 | Scream Awards                                          | The Ultimate Scream                                                              | «Гра престолів» | Номінація |
| 2011 | 27-ма церемонія премії TCA                             | Індивідуальні досягнення в драмі                                                 | Пітер Дінклейдж | Номінація |
| 2011 | 27-ма церемонія премії TCA                             | Найкращі досягнення в драмі                                                      | «Гра престолів» | Номінація |
| 2011 | 27-ма церемонія премії TCA                             | Найкраща нова програма                                                           | «Гра престолів» | Перемога  |
| 2011 | 27-ма церемонія премії TCA                             | Програма року                                                                    | «Гра престолів» | Номінація |
| 2011 | Online Film & Television Association Award             | Найкращий актор другого плану в драматичному серіалі                             | Пітер Дінклейдж | Перемога  |
| 2011 | Online Film & Television Association Award             | Найкращий актор у драматичному серіалі                                           | Шон Бін | Номінація |
| 2011 | Online Film & Television Association Award             | Найкращий акторський ансамбль у драматичному серіалі                             | Акторський склад «Гри престолів» | Номінація |
| 2011 | Online Film & Television Association Award             | Найкраща режисура в драматичному серіалі                                         | «Гра престолів» | Номінація |
| 2011 | Online Film & Television Association Award             | Найкращий сценарій у драматичному серіалі                                        | «Гра престолів» | Номінація |
| 2011 | Online Film & Television Association Award             | Найкраща музика в серіалі                                                        | Рамін Джаваді | Перемога  |
| 2011 | Online Film & Television Association Award             | Найкращий монтаж у серіалі                                                       | «Гра престолів» | Номінація |
| 2011 | Online Film & Television Association Award             | Найкраща операторська робота в серіалі                                           | «Гра престолів» | Номінація |
| 2011 | Online Film & Television Association Award             | Найкраща робота художника в серіалі                                              | «Гра престолів» | Номінація |
| 2011 | Online Film & Television Association Award             | Найкращий грим/зачіски в серіалі                                                 | «Гра престолів» | Номінація |
| 2011 | Online Film & Television Association Award             | Найкращі костюми в серіалі                                                       | «Гра престолів» | Номінація |
| 2011 | Online Film & Television Association Award             | Найкращий звук у серіалі                                                         | «Гра престолів» | Перемога  |
| 2011 | Online Film & Television Association Award             | Найкращі візуальні ефекти в серіалі                                              | «Гра престолів» | Номінація |
| 2011 | Online Film & Television Association Award             | Найкраща нова музична тема в серіалі                                             | Рамін Джаваді | Перемога  |
| 2011 | Online Film & Television Association Award             | Найкращі нові початкові титри                                                    | «Гра престолів» | Перемога  |
| 2011 | Online Film & Television Association Award             | Найкращий драматичний серіал                                                     | «Гра престолів» | Номінація |
| 2011 | IGN Awards                                             | Найкращий телегерой                                                              | Шон Бін за роль Неда Старка | Перемога  |
| 2011 | IGN Awards                                             | Найкращий телесюжет                                                              | Відрубати йому голову! | Перемога  |
| 2011 | IGN Awards                                             | Найкращий телеепізод                                                             | Беєлор | Перемога  |
| 2011 | IGN Awards                                             | Найкращий телесеріал                                                             | «Гра престолів» | Номінація |
| 2011 | IGN Awards                                             | Найкращий драматичний телесеріал                                                 | «Гра престолів» | Номінація |
| 2011 | IGN Awards                                             | Найкращий телеактор                                                              | Пітер Дінклейдж | Номінація |
| 2011 | IGN Awards                                             | Найкраща телеакторка                                                             | Емілія Кларк | Номінація |
| 2011 | IGN Awards                                             | Найкращий телегерой                                                              | Кіт Герінгтон за роль Джона Сноу | Номінація |
| 2011 | IGN Awards                                             | Найкращий телезлодій                                                             | Джек Глісон за роль Джоффрі Баратеона | Номінація |
| 2011 | IGN People’s Choice Award                              | Найкращий телесеріал                                                             | «Гра престолів» | Перемога  |
| 2011 | IGN People’s Choice Award                              | Найкращий драматичний серіал                                                     | «Гра престолів» | Перемога  |
| 2011 | IGN People’s Choice Award                              | Найкращий телегерой                                                              | Шон Бін за роль Неда Старка | Перемога  |
| 2011 | IGN People’s Choice Award                              | Найкращий телеповорот                                                            | Відрубати йому голову! | Перемога  |
| 2011 | Премія Гільдії сценаристів Америки                     | Новий серіал                                                                     | Девід Беніофф, Брайан Когман, Джордж Р. Р. Мартін, Ді Бі Вайсс, Джейн Еспенсон | Номінація |
| 2011 | Премія Гільдії сценаристів Америки                     | Драматичний телесеріал                                                           | Девід Беніофф, Брайан Когман, Джордж Р. Р. Мартін, Ді Бі Вайсс, Джейн Еспенсон | Номінація |
| 2012 | Вибір народу                                           | Найкраща кабельна теледрама                                                      | «Гра престолів» | Номінація |
| 2012 | Премія ADG                                             | Годинний телесеріал                                                              | Джемма Джексон за «Золоту корону» | Номінація |
| 2012 | Премія Грейсі Аллен                                    | Найкраща висхідна зірка в драматичному серіалі                                   | Емілія Кларк | Перемога  |
| 2012 | Премія SFX                                             | Найкраще нове телешоу                                                            | Девід Беніофф і Ді Бі Вайсс | Перемога  |
| 2012 | Премія SFX                                             | Найкраще телешоу                                                                 | Девід Беніофф і Ді Бі Вайсс | Номінація |
| 2012 | Премія SFX                                             | Найкраща акторка                                                                 | Мейсі Вільямс | Номінація |
| 2012 | Премія SFX                                             | Найкращий актор                                                                  | Пітер Дінклейдж | Номінація |
| 2012 | Премія NewNowNext                                      | TV You Betta Watch                                                               | «Гра престолів» | Номінація |
| 2012 | Golden Reel                                            | Найкращий звуковий монтаж — коротка форма діалогу на телебаченні                 | «Гра престолів» за «Каліки, бастарди та зламані речі» | Перемога  |
| 2012 | Golden Reel                                            | Найкращий звуковий монтаж — коротка форма звукових ефектів на телебаченні        | «Гра престолів» за «Зима близько» | Перемога  |
| 2012 | Премія Гільдії костюмерів                              | Найкращий історичний/фентезійний телесеріал                                      | «Гра престолів» | Номінація |
| 2012 | 64-та церемонія премії Гільдії режисерів США           | Драматичний серіал                                                               | Тім Ван Паттен за «Зима близько» | Номінація |
| 2012 | Кіномонтажеры США                                      | Найкращий монтаж годинного телесеріалу                                           | Френсіс Паркер за «Беєлор» | Номінація |
| 2012 | 9-та церемонія премія ірландського кіно та телебачення | Найкращий драматичний серіал                                                     | Марк Хаффам | Номінація |
| 2012 | 9-та церемонія премія ірландського кіно та телебачення | Найкращий режисер драматичного серіалу                                           | Браян Кярк | Номінація |
| 2012 | 9-та церемонія премія ірландського кіно та телебачення | Найкраща телеакторка                                                             | Мішель Фейрлі | Номінація |
| 2012 | 9-та церемонія премія ірландського кіно та телебачення | Найкращий телеактор другого плану                                                | Ейдан Гіллен | Номінація |
| 2012 | 9-та церемонія премія ірландського кіно та телебачення | Найкращий звук (фільм/ТВ драма)                                                  | Ронан Гілл | Номінація |
| 2012 | 9-та церемонія премія ірландського кіно та телебачення | Найкращий звук                                                                   | Ронан Гілл | Номінація |
| 2012 | Премія Astra                                           | Улюблена програма — міжнародна драма                                             | «Гра престолів» | Перемога  |
| 2012 | Г'юго                                                  | Найкраща постановка, велика форма                                                | Девід Беніофф, Ді Бі Вайсс, Браян Когман, Джейн Еспенсон, Джордж Р. Р. Мартін, Тім Ван Паттен, Браян Кірк, Денієл Мінаган і Алан Тейлор за «Гру престолів» — 1 сезон | Перемога  |
| 2012 | Kerrang! Awards                                        | Найкраще телешоу                                                                 | «Гра престолів» | Перемога  |
| 2012 | Премія гільдії продюсерів США                          | «Премія Нормана Фелтона за найкращого продюсера епізоду драматичного серіалу»    | Девед Беніофф, Френк Дольгер, Марк Хаффам, Керолен Штраусс, Ді Бі Вайсс | Номінація |
| 2012 | Сатурн                                                 | Найкраща телепостановка                                                          | «Гра престолів» | Номінація |
| 2012 | Сатурн                                                 | Найкращий телеактор                                                              | Шон Бін | Номінація |
| 2012 | Сатурн                                                 | Найкраща телеакторка                                                             | Ліна Гіді | Номінація |
| 2012 | Сатурн                                                 | Найкращий телеактор другого плану                                                | Кіт Герінгтон | Номінація |
| 2012 | 18-та церемонія премії гільдії кіноакторів США         | Найкращий акторський склад у драматичному серіалі                                | Алфі Аллен, Джозеф Алтін, Амріта Ачар'я, Шон Бін, Сьюзен Браун, Еліес Габель, Ейдан Гіллен, Ієн Глен, Джек Глісон, Джуліан Гловер, Пітер Дінклейдж, Рон Донахі, Емілія Кларк, Ніколай Костер-Валдау, Рорі Макканн, Роксанна Маккі, Люк Мак'юен, Ієн Мак-Елгінні, Джейсон Момоа, Річард Медден, Дар Салім, Дональд Самптер, Марк Стенлі, Софі Тернер, Мейсі Вільямс, Джером Флінн, Мішель Фейрлі, Кіт Герінгтон, Ліна Гіді, Конлет Гілл, Айзек Гемпстед Райт і Марк Едді | Номінація |
| 2012 | 18-та церемонія премії гільдії кіноакторів США         | Найкращий каскадерський ансамбль у телесеріалі                                   | Game of Thrones | Перемога  |
| 2012 | IGN People’s Choice Award                              | Найкращий серіал на DVD або Blu-ray                                              | За повний перший сезон на Blu-ray | Перемога  |
| 2012 | Товариство спеціалістів з візуальних ефектів           | Найкращий анімаційний персонаж у рекламі або програмі                            | Генрі Беджетт, Марк Браун, Рафаель Моран, Джеймс Саттон за «Полум'я та кров» | Номінація |
| 2012 | Товариство спеціалістів з візуальних ефектів           | Найкраще створене довкілля в рекламі або програмі                                | Маркус Куха, Демієн Масе, Данте Гарбрідж Робінсон, Фані Вассіади за «Крижану стіну» | Перемога  |
| 2012 | Товариство спеціалістів з візуальних ефектів           | Найкращі візуальні ефекти другого плану в програмі                               | Люсі Ейнсуорт-Тейлор, Анджела Барсон, Ед Брюс, Адам МакІннес за «Зима близько» | Перемога  |